# Mary Taylor Brush
Mary Taylor Brush, nacida como Mary Taylor Whelpley, (Boston, 11 de enero de 1866-Dublin, Nuevo Hampshire, 29 de julio de 1949) fue una aviadora, artista, diseñadora de aviones y pionera del camuflaje estadounidense.

## Biografía
Mary Taylor Whelpley nació en Boston, Massachusetts, el 11 de enero de 1866, de María Luisa (de soltera Breed) Whelpley y James Davenport Whelpley.
Conoció a George de Forest Brush mientras estudiaba en la Liga de estudiantes de arte de Nueva York, donde él era su maestro. Después de fugarse con él, se casaron en la ciudad de Nueva York en 1886, en su vigésimo cumpleaños. Se trasladaron a Quebec inicialmente y regresaron a Nueva York dos años después. A finales de la década de 1890, la salud de ella se deterioró y se trasladaron brevemente a Florencia, Italia, para recibir tratamiento. Pasarían algún tiempo en esa área cada año antes de la Primera Guerra Mundial.
En 1890 o 1901, George compró Townsend Farm en Dublin, Nuevo Hampshire, donde la familia había pasado las vacaciones anteriormente, y se mudaron allí. Brush fue el tema principal del arte de su esposo desde principios de la década de 1890 hasta la Primera Guerra Mundial, ya que pintó muchas imágenes de 'Madre e hijo' de ella con varios de sus hijos. La familia fue en algún momento vecina de Amelia Earhart, y ella y Mary Taylor se hicieron amigas.
Mary Taylor Brush murió el 29 de julio de 1949 en Dublin, Nuevo Hampshire, y fue enterrada en el cementerio de esa ciudad.

## Carrera profesional

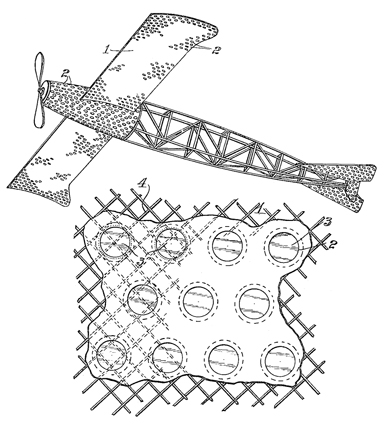
Dibujo de Mary Taylor Brush de 1917 de

Mary Taylor Brush fue una de las primeras aviadoras, habiéndose entrenado como piloto antes del estallido de la Primera Guerra Mundial. Ella diseñó y patentó aviones. Partes de uno de sus aviones sobreviven y se han exhibido en Eagles Mere Air Museum, Pensilvania desde 2011. También desarrolló camuflaje para aviones.
Ella y su esposo, su hijo mayor Gerome (n. 1888), y su amigo Abbott Handerson Thayer diseñaron métodos de camuflaje y contribuyeron a los esfuerzos de enmascaramiento de aviones durante la Primera Guerra Mundial. Thayer and the Brushes aplicaron los principios del arte a la ingeniería para desarrollar y proponer diseños de camuflaje militar. Al principio, ella probó los diseños de camuflaje de su esposo, luego comenzó a experimentar con sus propios diseños en un monoplano Morane-Borel comprado en 1916. Una patente de 1917 presentada por Mary Taylor establecía que ella era "capaz de producir una máquina que es prácticamente invisible cuando está en el aire".
Mientras que otros artistas que trabajaban en el desarrollo del camuflaje de vehículos para la guerra utilizaban técnicas modernistas para alterar la percepción del color, como artistas académicos, se decía que Thayer y los Brushes se inspiraron en casos de camuflaje en la naturaleza. Diferentes variaciones en los diseños propuestos incluían dar a los aviones un vientre de color claro y usar contrailuminación para hacer que el avión fuera tan brillante como el cielo y, por lo tanto, parezciera transparente. Al explorar las técnicas de contrailuminación, George usaba seda barnizada para vestir el avión, pero no era lo suficientemente resistente. Mary Taylor decidió perforar partes de las alas (de lino) en sus diseños, combinándolas con bombillas en diferentes partes del fuselaje para dispersar la luz alrededor del avión. Realizó pruebas de sus diseños en un avión que voló sobre Long Island y New Hampshire. Sus diseños no se utilizaron durante la Primera Guerra Mundial, pero su concepto volvió a retomarse y se probó en la Segunda Guerra Mundial, incluso en el proyecto de luces de Yehudi.